# Why Don't We
Why Don't We, скорочено WDW, — американський бой-бенд, до складу якого входять Джек Ейвері, Корбін Бессон, Зак Геррон, Джона Маре та Деніел Сіві. Гурт був заснований у 2016 році і випустив два студійних альбоми та шість мініальбомів. У 2022 році група скасувала гастролі та взяла паузу.

## Історія

### 2016–2017: Початок кар’єри
Група була заснована 27 вересня 2016 року після того, як учасники зустрілися в Лос-Анджелесі, Каліфорнія роком раніше. 20 жовтня 2016 року гурт випустив дебютний сингл «Taking You», який увійшов до мініальбому Only the Beginning, що вийшов 25 листопада того ж року. Наступного року вони вирушили у свій перший хедлайнерський тур «Taking You Tour». Другий мініальбом гурту Something Different був випущений 21 квітня 2017 року. Після його випуску Why Don't We вирушили в «Something Different Tour». Третій мініальбом групи, Why Don't We Just, вийшов 2 червня 2017 року. У вересні 2017 року гурт підписав контракт з Atlantic Records. Того ж місяця було випущено Invitation, їх четвертий EP.  23 листопада 2017 року вийшов п'ятий мініальбом гурту, A Why Don't We Christmas. У 2018 році на підтримку мініальбому Invitation відбувся тур «Invitation Tour». Крім того, група з'явилася в кількох відеоблогах Логана Пола.

### 2018–2019:8 Lettersі 12/12
31 серпня 2018 року Why Don't We випустили свій перший студійний альбом 8 Letters, який дебютував під номером дев'ять у Billboard 200 США. Альбому передували три сингли: «Hooked», «Talk» і «8 Letters». У березні 2019 року гурт розпочав «8 Letters Tour».
У 2019 році Why Don't We щомісяця випускали нову пісню. 16 січня вони випустили пісню «Big Plans», а через три дні вийшов кліп до неї. У квітні 2020 року пісня отримала золотий сертифікат від RIAA. У День святого Валентина група випустила «Cold In LA» разом із музичним кліпом, що був опублікований через два дні. 20 березня 2019 року вийшла жартівлива пісня «I Don't Belong in This Club» за участі американського репера Macklemore. У серпні 2020 року вона отримала золотий сертифікат RIAA. 20 квітня гурт випустив «Don't Change», яка увійшла до альбому саундтреків до мультфільму «UglyDolls. Ляльки з характером». У травні група оприлюднила пісню «Unbelievable». У червні вийшла «Come To Brazil», натхненна фанатами, які часто просили гурт відвідати цю країну. 26 липня група випустила пісню «I Still Do». 23 серпня Why Don't We випустили «What Am I», написану Едом Шираном, який також раніше написав їхню пісню «Trust Fund Baby». У червні наступного року пісня отримала золотий сертифікат RIAA. 25 жовтня вийшла «Mad At You». Наступного місяця група випустила різдвяну пісню «With You This Christmas». 30 грудня була випущена дванадцята пісня «Chills». Незабаром після цього гурт взяв дев'ятимісячну перерву.

### 2020–2022:The Good Times and the Bad Onesта перерва
29 вересня 2020 року гурт випустив «Fallin' (Adrenaline)», головний сингл свого другого студійного альбому The Good Times and the Bad Ones. Пісня дебютувала під номером 37 у US Billboard Hot 100, що стало першим попаданням гурту до цього чарту. Другий сингл з цього альбому, «Lotus Inn», вийшов 4 грудня 2020 року. Why Don't We знялися в документальному фільмі на YouTube під назвою 30 Days With, який протягом 30 днів показував останні етапи розробки та закулісний вміст їхнього тоді майбутнього альбому. Третій сингл «Slow Down» був випущений 17 грудня 2020 року. 15 січня 2021 року вийшов The Good Times and The Bad Ones. Здебільшого пісні з альбому були спродюсовані самими учасниками гурту, але до нього також увійшли пісні, над якими працювали Тревіс Баркер, Skrillex та Timbaland. Альбом дебютував під номером 3 у чарті Billboard 200.
6 жовтня 2021 року Why Don't We випустили сингл «Love Back». У грудні того ж року гурт випустив кавер на пісню Джастіна Бібера «Mistletoe». У січні 2022 року вийшов наступний сингл у співпраці з ді-джеєм Джонасом Блу, «Don't Wake Me Up», у квітні було випущено сингл «Let Me Down Easy (Lie)», у травні — «Just Friends» та «How Do You Love Somebody».
Тур гурту по Північній Америці, «The Good Times Only Tour», мав розпочатися в червні 2022 року, але був скасований через судовий процес між тодішнім менеджером Why Don't We Ренді Філліпсом і попереднім менеджером Девідом Лоффлером. Спершу гурт переніс початок туру на липень, однак 6 липня було оголошено, що через триваючі судові процеси з колишнім менеджером тур скасовується і група робить перерву у своїй діяльності.

## Музичні впливи
Гурт назвав Джастіна Бібера своїм головним музичним натхненником, а також 5 Seconds of Summer, Boyz II Men, The Beatles, Дрейка, Еда Ширана, Childish Gambino, Jon Bellion, Post Malone, Френка Оушена і CNCO.

## Учасники гурту

### Джек Роберт Ейвері
Джек Роберт Ейвері (народився 1 липня 1999 року) народився в Бербанку, штат Каліфорнія, але виріс у Сасквеганні, Пенсільванія. Джек випустив сольний сингл під назвою «Liar» у 2016 році та брав участь у турі «Impact» разом зі Заком Герроном і Корбіном Бессоном. Він також знявся у короткометражному фільмі «Безстрашна п'ятірка». 22 квітня 2019 року колишня дівчина Ейвері, Ґабріела Гонсалес, народила дочку.

### Корбін Меттью Бессон
Корбін Меттью Бессон (народився 25 листопада 1998 року) народився в Далласі, штат Техас, але виріс у Вірджинії. Бессон навчався в середній школі у Сентервіллі. Двоюрідні сестри Бессона є учасницями нідерландського попгурту O'G3NE. До «Why Don't We» він мав прихильників на YouNow і випустив сольний сингл під назвою «The Only One» на iTunes у 2014 році. На цій платформі також був випущений його акустичний сингл «Marathon». Після паузи Why Don't We Бессон самостійно випустив 2 сингли: «Love Me Better» 7 лютого та «Like That (feat. Armani White)» 12 квітня 2024 року. Він зустрічався з Крістіною Марі Гарріс. 2 серпня 2024 року Бессон випустив пісню «Panic» у співпраці зі шведським дуетом NOTD. 13 вересня 2024 року вийшла фортепіанна версія пісні під назвою «Panic (After Hours)». 2 жовтня 2024 року Корбін випустив сингл «Don't Run» разом із музичним відео.

### Закарі Дін Геррон
Закарі Дін Геррон (народився 27 травня 2001 року), наймолодший учасник групи, виріс у Далласі, Техас. У дитинстві співав у хорі. Перед Why Don't We Зак викладав кавери на YouTube, а також сам спродюсував два сингли «Timelapse» і «Why». Він зустрічався з Кей Кук до 2019 року. 26 липня 2024 року Геррон випустив свій перший сольний сингл «Caroline» після того, як Why Don't We вирішили зробити перерву в діяльності.

### Джона Маре Рот Францич
Джона Маре (народився 16 червня 1998 року), найстарший учасник групи, виріс у Стіллвотері, Міннесота. До Why Don't We Маре мав прихильників на YouNow, випустив альбом When the Daylight's Gone у 2016 році та брав участь у DigiTour у 2014 році. Разом із Сіві Маре написав пісню «I Got You» для TWICE у 2024 році. Раніше він зустрічався з Татум Дал й акторкою Наталі Ганцгорн. 7 червня 2024 року Маре випустив дві сольні пісні: «TWISTED LULLABY» і «Heaven». Вони ввійшли до мікстейпу The Jonah Marais Mixtape, що був випущений 28 червня 2024 року.

### Деніел Джеймс Сіві
Деніел Джеймс Сіві (народився 2 квітня 1999 року), народився у Ванкувері, штат Вашингтон. Він виріс у Портленді, штат Орегон. Деніел є головним продюсером гурту, може грати на слух на більш ніж 20 інструментах. У дитинстві батько брав його на вуличні вистави на міських мистецьких прогулянках. Сіві брав участь у 14 сезоні American Idol і посів дев'яте місце. Він також самостійно випустив кілька пісень, зокрема сингли «Bleed on Me», «Can We Pretend That We’re Good?», «Runaway» та «I Tried». Пісні увійшли до його дебютного мініальбому «Dancing in the Dark», який вийшов 11 серпня 2023 року. Деніел випустив сингл «The Older You Get» 9 травня 2024 року. Пісня є першим синглом з його майбутнього дебютного альбому. Раніше співак мав стосунки з Френні Аррієтою. Вони були разом із грудня 2022 року. 30 серпня 2024 року Сіві випустив пісню «Other People».

## Тури
Як хедлайнери
- Taking You Tour (2017)
- Something Different Tour (2017)
- Invitation Tour (2018)
- 8 Letters Tour (2019)

## Дискографія
Студійні альбоми
- 8 Letters (2018)
- The Good Times and the Bad Ones (2021)

## Нагороди та номінації

### iHeartRadio MMVAs
| Рік  | Номіновано   | Нагорода            | Результат | Ref.   |
| ---- | ------------ | ------------------- | --------- | ------ |
| 2018 | Why Don't We | Fan Fave New Artist | Номінація | [ 63 ] |

### iHeartRadio Music Awards
| Рік  | Номіновано   | Нагорода                   | Результат | Ref.   |
| ---- | ------------ | -------------------------- | --------- | ------ |
| 2018 | Why Don't We | Best Boy Band              | Номінація | [ 64 ] |
| 2019 | Limelights   | Best Fan Army              | Номінація | [ 65 ] |
| 2019 | Zack Caspary | Favorite Tour Photographer | Номінація | [ 65 ] |
| 2020 | Limelights   | Best Fan Army              | Номінація | [ 66 ] |
| 2020 | Zack Caspary | Favorite Tour Photographer | Перемога  | [ 66 ] |

### MTV Europe Music Awards
| Рік  | Номіновано   | Нагорода  | Результат | Ref.   |
| ---- | ------------ | --------- | --------- | ------ |
| 2018 | Why Don't We | Best Push | Номінація | [ 67 ] |

### MTV Video Music Awards
| Рік  | Номіновано   | Нагорода                | Результат | Ref.   |
| ---- | ------------ | ----------------------- | --------- | ------ |
| 2018 | Why Don't We | Push Artist of the Year | Номінація | [ 68 ] |
| 2019 | Why Don't We | Best Group              | Номінація | [ 69 ] |

### Nickelodeon Kids' Choice Awards
| Рік  | Номіновано   | Нагорода                         | Результат | Ref.   |
| ---- | ------------ | -------------------------------- | --------- | ------ |
| 2018 | Why Don't We | Favorite Musical YouTube Creator | Номінація | [ 70 ] |
| 2019 | Why Don't We | Favorite Social Music Star       | Номінація | [ 71 ] |

### Radio Disney Music Awards
| Рік  | Номіновано    | Нагорода                 | Результат | Ref.   |
| ---- | ------------- | ------------------------ | --------- | ------ |
| 2018 | Why Don't We  | Best New Artist          | Номінація | [ 72 ] |
| 2018 | "These Girls" | Best Song to Lip Sync to | Номінація | [ 72 ] |

### Teen Choice Awards
| Рік  | Номіновано        | Нагорода            | Результат | Ref.   |
| ---- | ----------------- | ------------------- | --------- | ------ |
| 2018 | Why Don't We      | Choice Music Group  | Номінація | [ 73 ] |
| 2018 | "Trust Fund Baby" | Choice Song: Group  | Номінація | [ 73 ] |
| 2019 | Why Don't We      | Choice Music Group  | Перемога  | [ 74 ] |
| 2019 | Themselves        | Choice Summer Group | Номінація | [ 74 ] |
| 2019 | "8 Letters"       | Choice Song: Group  | Номінація | [ 74 ] |